# Habropogon prionophallus
Habropogon prionophallus là một loài ruồi trong họ Asilidae. Habropogon prionophallus được Weinberg & Tsacas miêu tả năm 1973. Loài này phân bố ở vùng Cổ Bắc giới.